# Volcán San Francisco
El San Francisco es un volcán extinto situado en la Cordillera de los Andes, en el límite entre Argentina y Chile, a un costado sureste del Paso Internacional San Francisco. Con sus 6.018 metros sobre el nivel del mar, es considerado una de las cimas de más de 6.000 metros más accesibles del mundo. Sin embargo se trata de una montaña escasamente visitada.
Desde su cima se aprecia una hermosa vista de la laguna Verde y de los volcanes vecinos, que forman parte de la cadena volcánica del Ojos del Salado, entre los que se cuentan, el Fraile, el Incahuasi, el Muerto, el Cerro Solo y el Tres Cruces. 
Fue escalada por primera vez en 1913, por Walther Penck. La mejor época para escalar el San Francisco va desde septiembre a abril. No presenta registros de actividad volcánico, por lo cual se le considera extinto.